# Borgboda

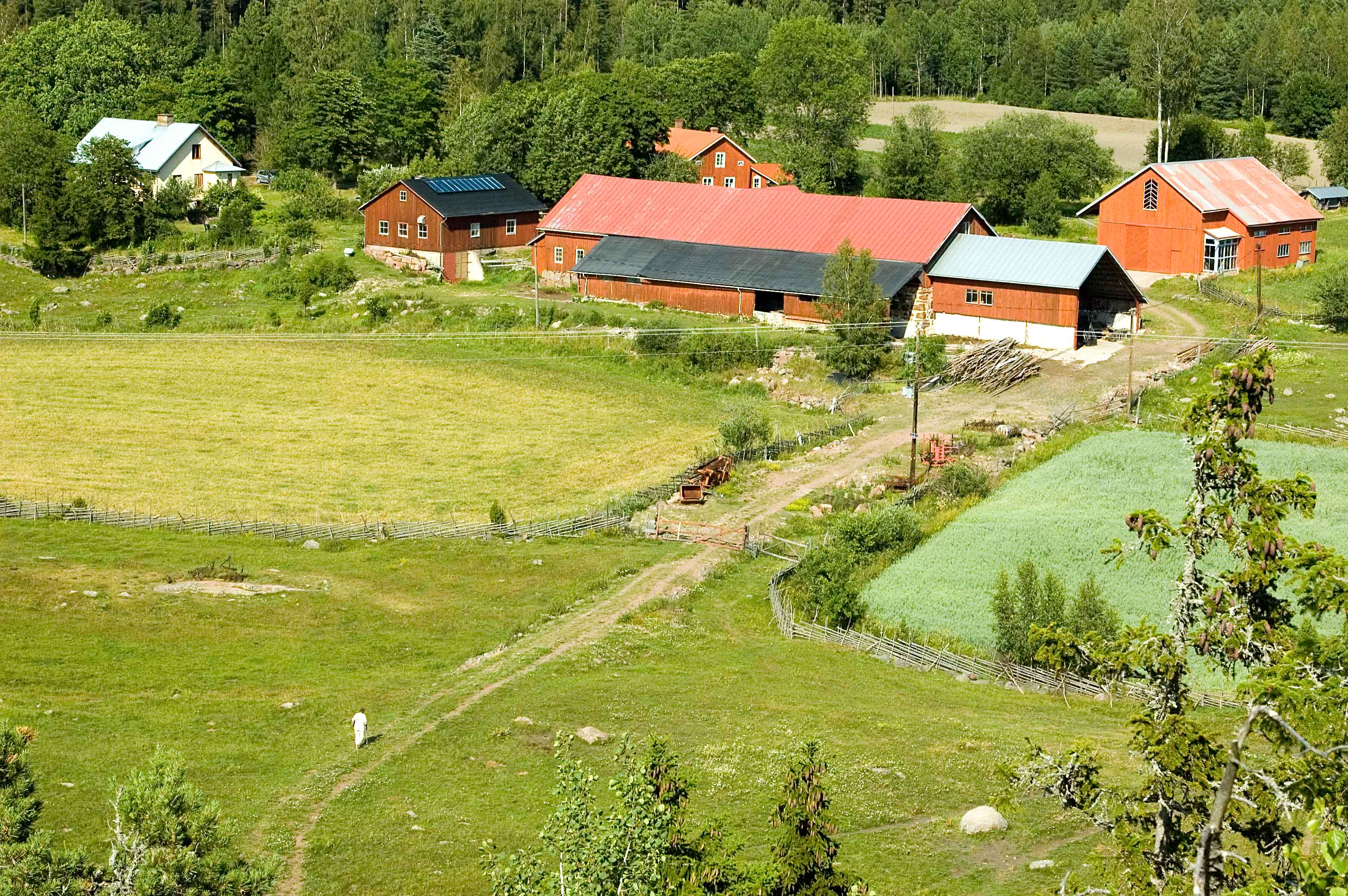
Borgboda gård sedd uppifrån fornborgen Borge

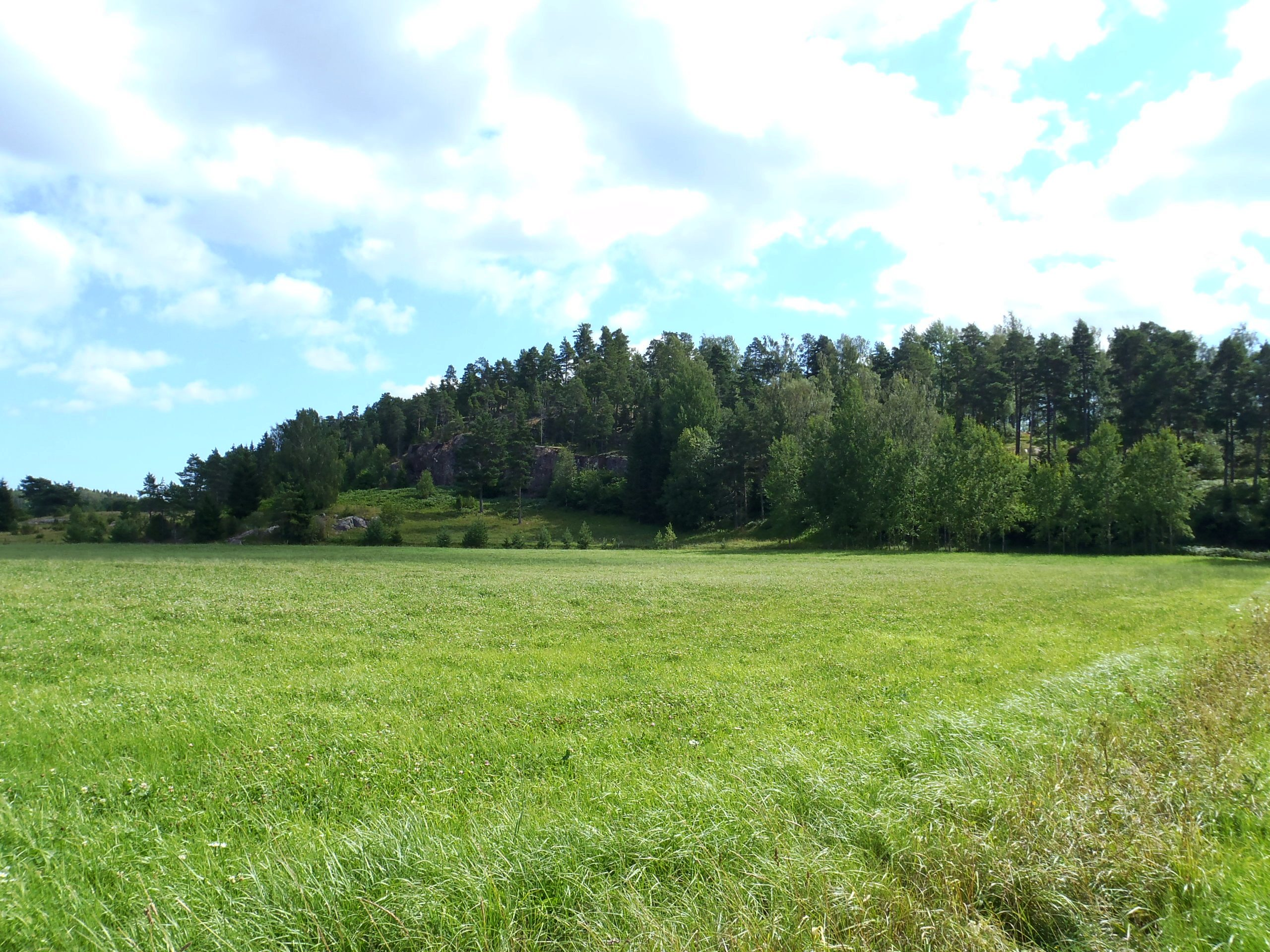
Fornborgen Borge

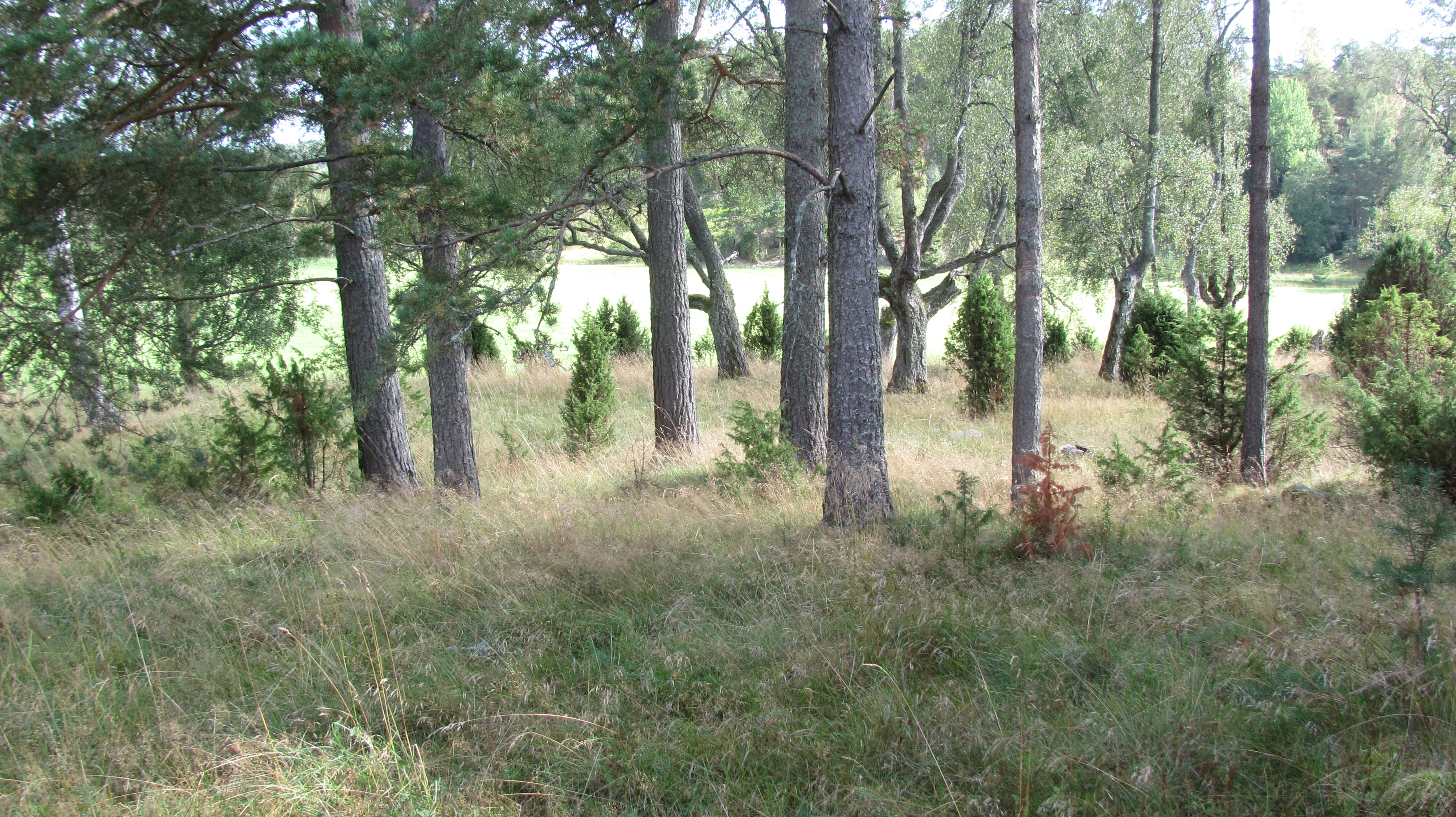
Gravfältet Ängisbacken

Borgboda är en by i Saltviks kommun på Åland. Borgboda är ett enstaka hemman med en totalareal av cirka 56 hektar.
I gårdens omgivning finns en mängd förhistoriska lämningar som går tillbaka till stenåldern, t. ex. gravfältet Ängisbacken med 65 gravar från bronsåldern och järnåldern. I stora drag kan sägas att där gården ligger i dag har människor bott och verkat sedan åtminstone bronsåldern, 3000 år tillbaka. 
En besökare i området kan följa Museibyråns skyltade vandringsled utgående från det lilla museet "Idas stuga" invid landsvägen. 

## Fornborgen Borge
Fornborgen på berget Borge som gett Borgboda dess namn antas vara ungefär 1000 år gammal (från järnåldern) och är Ålands största fornborg på tre hektar. Borgen är uppbyggd på samma sätt som andra fornborgar på Åland och i Mälardalen. Kvar i modern tid finns fundamenten till stenmurarna, som hade träpalissader, som omgav borgen. Bergets branta stup utgjorde en del av skyddet. Eftersom havsnivån under yngre järnåldern gick ungefär fem meter högre än den gör idag var borgen på tre sidor omgiven med vatten. Borgklippan låg längst in i den smala vattenvägen till Lumparfjärden genom järnålderns centralbygd på Åland. Det gjorde den lätt att försvara samtidigt som den låg i dåvarande Ålands rikast befolkade bygd.  Branta bergssidorna i norr och öster gav  naturligt skydd. Kraftiga stenmurar på har anlagts på syd- och västsidorna. Vid porten på västsidan finns en extra yttermur och på yttersidan finns spår av en vallgrav. En mindre ingång finns på södra sidan. Murarna har kompletterats med en träkonstruktion för att öka försvarsdugligheten. Inne i borgen finns spår av grunder för byggnader. 

## Arkeologiska undersökningar
Arkeologiska utgrävningar har gjorts vid Borge i Borgboda, Saltvik. Denna borg byggdes ursprungligen på en kulle intill en vattenväg mellan Saltvik och Sund. På grund av landhöjningen har vattenvägen försvunnit i våra daghar. Borgen ligger vid den smalaste punkten av den tidigare vattenvägen  och skulle möjlige skydda passagen. Provgrävningar hittade tunna kulturlager med fynd av glaspärlor. Borgen användes under vikingatiden. Men någon permanent bosättning har det inte varit. Det kan vara en tillflyktsborg där bygdens folk kunnat söka skydd i ofärdstider, men möjligen en militär postering för områdets makthavare för kontroll över vattenleden. Borgen har varit känd sedan prästernas rannsakningar efter antikviteter 1667–74.